# Castello di Las Plassas
Il castello di Las Plassas o di Marmilla è un castello in rovina nel comune di Las Plassas, poco distante dal centro abitato, risalente all'età giudicale (X-XV secolo). Riveste un'importante rilevanza storica in quanto era una delle roccaforti di controllo del confine del Regno di Arborea. La collina conica su cui poggia, a forma di mammella, ha dato il nome Marmilla prima alla circoscrizione amministrativa arborense, poi al territorio circostante e infine alla subregione geografica.

## Storia
Costruito prima del 1172 (anno a cui risale il primo documento diretto in cui viene citato) il castello di Marmilla a Las Plassas apparteneva al Regno di Arborea, per il quale svolgeva l'importante funzione di roccaforte di confine. Proprio nel 1172 venne ceduto in pegno alla repubblica di Genova. 

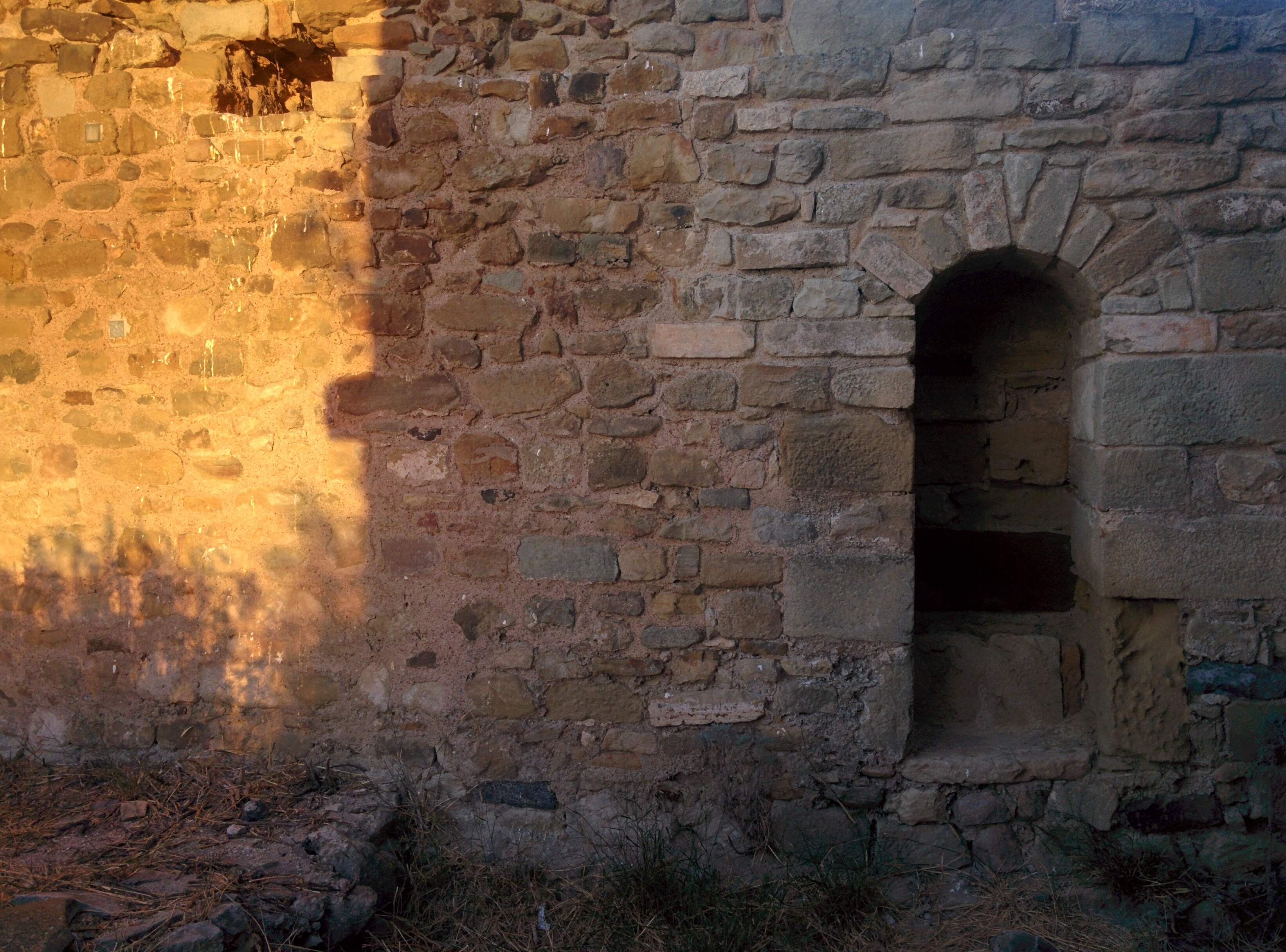
Dettaglio all'interno delle mura del castello di Las Plassas

Venne più volte ristrutturato e l'intervento più significativo risale all'epoca del re Mariano II di Arborea, alla fine del Duecento. Durante tutta la guerra tra il Regno di Arborea, a cui apparteneva, e il Regno di Sardegna della Corona d'Aragona, assunse un ruolo strategico di primaria importanza. A seguito della battaglia di Sanluri nel 1409, entrò a far parte definitivamente nei domini aragonesi del Regno di Sardegna. Mantenne la sua funzionalità ancora per poco più di un secolo fino a venire definitivamente abbandonato.

## Descrizione

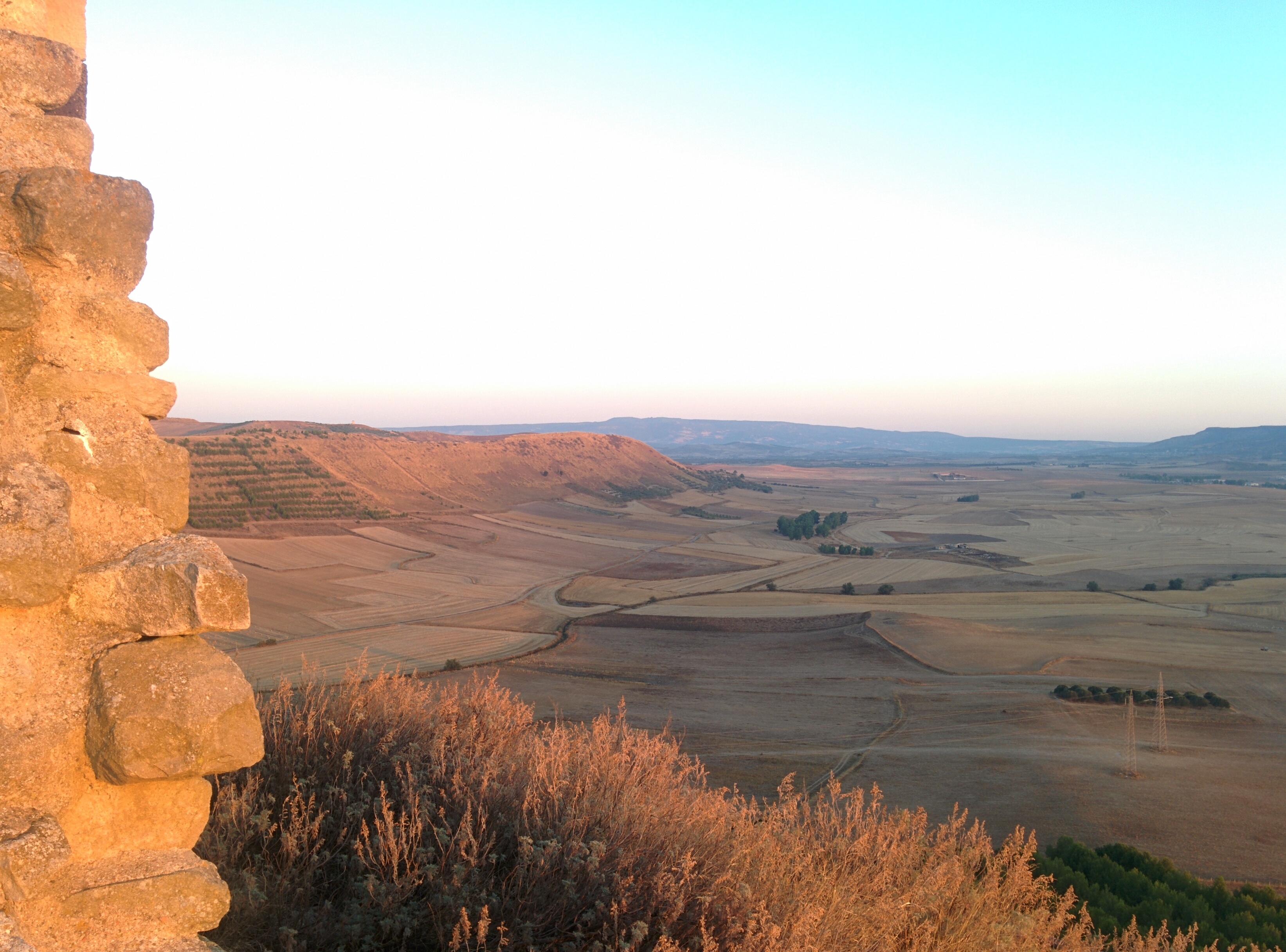
Visuale panoramica

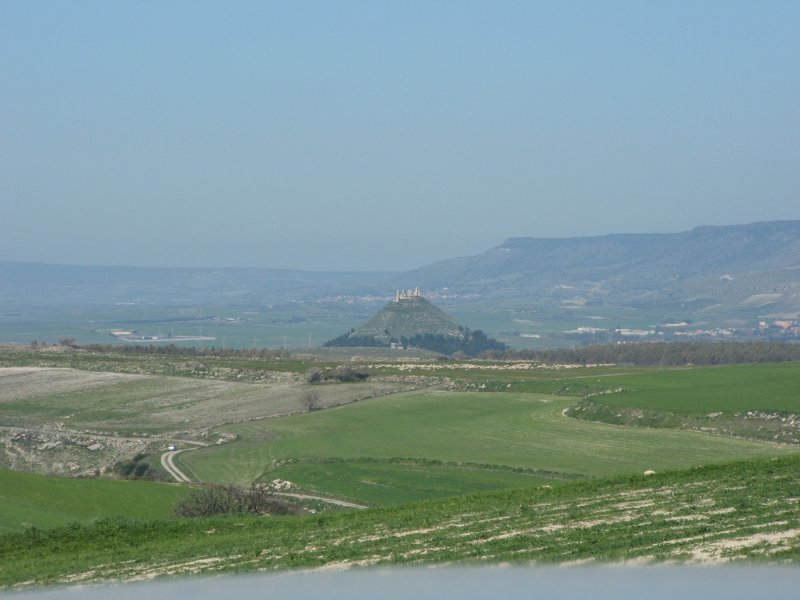
Il castello sul colle nello sfondo

Ridotto allo stato di rudere, è stato oggetto di un consistente consolidamento nel 2000 e di alcune campagne di scavo (per la Soprintendenza archeologica delle provincie di Cagliari e Oristano) durante le quali sono stati portati alla luce alcuni reperti e parti dell'arredo architettonico. I reperti sono esposti nelle sale del museo comunale multimediale (MudA). I ruderi sono visitabili con l'ausilio di una audioguida partendo dal museo MudA. Essi sono visitabili grazie anche a un percorso pedonale.